# Мусаева, Гюльханум Эйюб кызы
Гюльханум Эйюб кызы Мусаева (азерб. Gülxanım Əyyub qızı Musayeva; род. 1967, Лерикский район, Азербайджанская ССР) — советская азербайджанская доярка. Народный депутат СССР (1989—1991).

## Биография
Родилась в 1967 году в селе Госмалыан Лерикского района Азербайджанской ССР.
Трудилась дояркой совхоза имени XX партсъезда Лерикского района республики. Достигала высоких результатов при выполнении планов производства сельскохозяйственной продукции, в 1987 году надоила от каждой коровы до 2500 кг молока.
Активно участвовала в общественно-политической жизни района, республики и Советского Союза. Состояла в КПСС, избиралась членом бюро районного комитета партии, депутатом сельского и районного советов. Делегат XVIII съезда профсоюзов СССР (1987), XXXI съезда ЛКСМ Азербайджана.
В 1989 году избрана народным депутатом СССР от Ленкоранского национально-территориального избирательного округа № 213 Азербайджанской ССР.